# Andreja Pejić
Andreja Pejić (Tuzla, 28 augustus 1991) is een in Bosnië geboren model. Zij vluchtte met haar moeder en oudere broer Igor in de jaren 90 naar Melbourne, Australië. Pejić is de dochter van een Bosnisch-Kroatische vader, Vlado Pejić en een Bosnisch-Servische moeder, Jadranka Savić. Pejić is een transseksuele vrouw.

## Biografie
Pejić viel in het begin van haar carrière op door haar androgyne uiterlijk. Zij presenteerde zowel mannelijke als vrouwelijke mode. Pejić liep shows voor Jean-Paul Gaultier (onder andere in een trouwjurk) en Marc Jacobs. Voor een advertentie van Gaultier werd zij met Karolína Kurková gefotografeerd door Inez van Lamsweerde. Zeit Magazin publiceerde een reportage van 24 bladzijden van Pejić in vrouwenmode en zij stond op de voorpagina van de NRC-bijlage Lux van 2 april 2011. 
Pejić bezette in januari 2011 de 16de plaats in de lijst van Top 50 van mannelijke modellen van models.com, in maart van dat jaar de 11de. In december 2011 lanceerde de HEMA een reclamecampagne waarin Pejić push-up-bh's showt.
In 2014 kondigde Pejić aan dat zij transseksueel is. Zij richt zich niet langer op een androgyn uiterlijk en showt vanaf dit moment alleen nog damesmode.